# Kanton Calenzana
Der Kanton Calenzana war bis 2015 ein französischer Wahlkreis im Arrondissement Calvi, im Département Haute-Corse und in der Region Korsika. Sein Hauptort war Calenzana.
Der sechs Gemeinden umfassende Kanton war 482,83 km² groß und hatte 3769 Einwohner (Stand: 2012).

## Gemeinden
| Gemeinde    | Einwohner | Code postal | Code Insee |
| ----------- | --------- | ----------- | ---------- |
| Calenzana   | 1722      | 20214       | 2B049      |
| Galéria     | 302       | 20245       | 2B121      |
| Manso       | 106       | 20245       | 2B153      |
| Moncale     | 201       | 20214       | 2B165      |
| Montegrosso | 354       | 20214       | 2B167      |
| Zilia       | 212       | 20214       | 2B361      |